# Zorica Brunclik
Zorica Aranđelović (Beograd, 29. lipnja 1955.), poznatija po djevojačkome imenu Zorica Brunclik, srpska je pjevačica narodne glazbe. Jedna je od najtiražnijih pjevača iz SFRJ prodavši preko 15 milijuna ploča. Udana je za Miroljuba Aranđelovića.

## Diskografija

### Studijski albumi
- Ne daj da nas rastave (1976.)
- Aj, mene majka jednu ima (1977.)
- Tri noći ljubavi (1979.)
- Između mene i tebe (1979.)
- Odakle si, sele (1980.)
- Pahuljica (1981.)
- Ako te poljubim (1981.)
- Radosti moja (1982.)
- Da li si i sada još onako lep (1982.)
- Ti si moja najslađa bol (1983.)
- Uteši me (1984.)
- Ja sam tvoja karamela (1985.)
- Neću da te menjam (1986.)
- Ne dam da mi lome krila (1987.)
- Muke moje (1988.)
- Eh, da je sreće (1989.)
- Rođeni jedno za drugo (1990.)
- Ja znam (1992.)
- Branili su našu ljubav (1993.)
- Kada bi me pitali (1995.)
- Kad procvetaju zumbuli (1996.)
- Dunjo mirisna (1997.)
- Celog života žalim sa tobom (1998.)
- Ej, sudbino (2000.)
- Težak je ovaj život (2002.)
- Rođendana dva (2004.)
- Nano moja, nano (2006.)
- Trebaš mi (2017.)

## Filmografija
- Kakav deda, takav unuk (1983.)
- Špijun na štiklama (1988.)